# Neoniphon sammara
Neoniphon sammara är en fiskart som först beskrevs av Forsskål, 1775.  Neoniphon sammara ingår i släktet Neoniphon och familjen Holocentridae. Inga underarter finns listade i Catalogue of Life.